# Buonconvento
Buonconvento je italská obec v regionu Toskánsko v provincii Siena, která se nachází asi 70 kilometru jižně od Florencie a asi 25 kilometrů jihovýchodně od Sieny. Žije zde přibližně 3 000 obyvatel. Současným starostou (k dubnu 2020) je Riccardo Conti.

## Historie a památky
Název obce pochází z latinského výrazu bonus conventus, což znamená šťastné místo. První zmínka o obci pochází z roku 1100. Původní vesnice vznikla kolem dnes již zaniklého hradu. Od poloviny 13. století začal její vzestup. V roce 1313 v ní při přípravě tažení do Neapolska skonal římský císař Jindřich VII. Lucemburský. V roce 1316 a 1358 byla obec vypleněna. Od roku 1400 v ní sídlil Podestà. Až do roku 1559 patřila k Sienské republice, následně se ale stala součástí Toskánského velkovévodství.
V Buonconventu se nachází zejména Městské muzeum umění Val d'Arbia, v němž jsou mimo jiné vystavena díla malířů Duccia di Buoninsegna, Pietra Lorenzettiho nebo Mattea di Giovanniho, a mnoho dalších památek.